# Les noces de Fígaro
Le nozze di Figaro, en català Les noces de Fígaro, K. 492, és una òpera bufa (commedia per musica) en quatre actes composta per Wolfgang Amadeus Mozart sobre un llibret en italià de Lorenzo da Ponte, basat en l'obra de Pierre-Augustin Caron de Beaumarchais, Le mariage de Figaro ou la folle journée (1784). Fou composta entre 1785 i 1786 i estrenada al Burgtheater de Viena l'1 de maig de 1786 sota la direcció del mateix compositor.
És la primera i exitosa col·laboració entre Da Ponte i Mozart, que ens submergeix en un laberint de passions que reflecteixen els conflictes d'un segle xviii molt agitat. L'adaptació de la revolucionària obra de Beaumarchais va produir una obra mestra tant dramàtica com musical, amb un llenguatge innovador que combina brillants àries i ensembles amb un subtil retrat psicològic de cada personatge. A Les noces de Figaro s'uneixen la frescor de l'obra de Beaumarchais, l'instint teatral de Mozart i la perspicàcia del llibretista Da Ponte. Encara avui es destaca la perfecta construcció, l'equilibri de les parts i la vitalitat dels personatges.

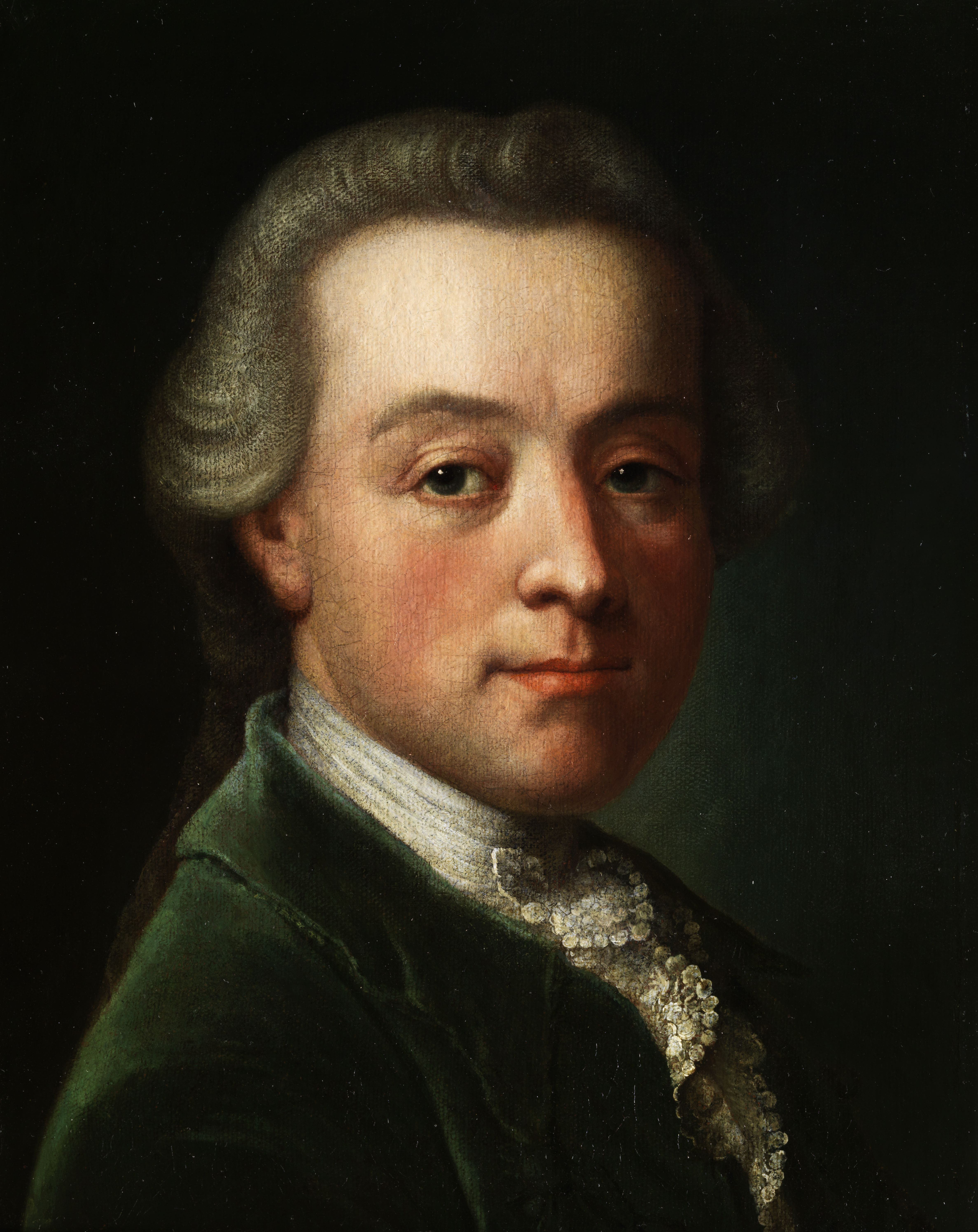
Retrat de Mozart, autor de la música

Mozart analitza amb humor, però també malenconia, les relacions amoroses a la cruïlla entre amos i criats, així com els abusos i manipulacions del poder. És una de les òperes més importants de la història de la música. És considerada una de les millors creacions de Mozart, i des de la seva estrena va rebre molt bones crítiques alhora que va aconseguir grans èxits en les representacions. Amb aquesta obra comença la col·laboració entre Mozart i Da Ponte, una de les més fructíferes de la història de l'òpera, de la qual van resultar tres obres mestres del gènere: Le nozze di Figaro, Don Giovanni i Così fan tutte, el que s'anomena la trilogia Da Ponte.
Les noces de Fígaro s'ambienta a Sevilla, durant la segona meitat del segle xviii, i ens situa en un «dia boig» al palau del comte d'Almaviva. Rosina ja s'ha convertit en la seva dona, la comtessa, però el comte cerca els favors de la jove Susanna, que és la promesa de Figaro, criat del comte. La trama es complica quan el comte d'Almaviva descobreix que el seu patge Cherubino mostra molt d'interès en la comtessa, i per això se'n vol desfer enviant-lo a la guerra. Figaro, Susanna i la comtessa es posen d'acord per entorpir els plans del comte i posar de manifest la seva infidelitat. Però, mentrestant, Figaro s'embolica en una discussió amb Bartolo i Marcellina, que s'acaba amb el descobriment que Figaro és el fill de tots dos. Al final de la jornada tots els protagonistes es troben al palau, on se succeeixen els equívocs fins que finalment el comte i la comtessa es reconcilien i Figaro i Susanna es poden casar.

## Origen i context
El 1776, Josep II va canviar la seva companyia d'òpera italiana per una de llengua alemanya. Això explica perquè Mozart va provar sort lluny de Salzburg, i també és la raó de què la seva primera òpera a Viena fos un singspiel en alemany, El rapte en el serrall. Al cap d'un any, Josep II va canviar d'opinió i va buscar de nou cantants italians, i l'abril de 1783 es va establir al Burgtheater una nova companyia italiana. Com a parlant de l'alemany, Mozart es va trobar en desavantatge i va experimentar dificultats amb el canvi.
Després d'un llarg període dedicat a la música instrumental. Mozart va tornar a escriure per al teatre amb motiu de la representació a Viena el 25 de novembre de 1785 de La vilanella rapita de Francesco Bianchi. Seguint un costum de l'època, Mozart va escriure algunes peces peces per aquesta òpera, entre les quals hi ha el quartet Dite almeno in che mancai?, K. 479 i el trio Mandina amabile, K. 480 La maduresa d'aquestes peces anticipa ja la gran qualitat de Les noces de Fígaro.
El 1786, Mozart té trenta anys i està en la plenitud de la seva carrera. Resideix a Viena des de fa dos anys, on és un músic reconegut i admirat. D'aquesta època són quatre dels seus millors concerts per a piano. Però Mozart cercava triomfar en els escenaris, ja que era aquí on es trobava la veritable fama i fortuna, i s'esforçava durament per a que li arrivessin encàrrecs. Amb el petit entreteniment en alemany, Der Schauspieldirektor de principis de 1786, va intentar recuperar la fama que havia aconseguit el 1782 amb El rapte en el serrall. Circumstàncies desfavorables havien fet que Mozart no pogués consolidar l'èxit del Rapte amb una segona òpera de categoria similar, sobretot per la manca d'un llibret idoni. Durant aquesta estada vienesa van passar per les seves mans molts llibrets i va assistir a un gran nombre de representacions teatrals. Com va escriure al seu pare el 7 de maig de 1783: «he mirat més de cent llibrets, i no n'he trobat ni un amb el que sentís satisfet; és a dir, caldria fer tants canvis aquí i allà, que fins i tot si un poeta s'hi posés, li seria més fàcil escriure un text completament nou (el que sempre seria el millor en tot cas)».

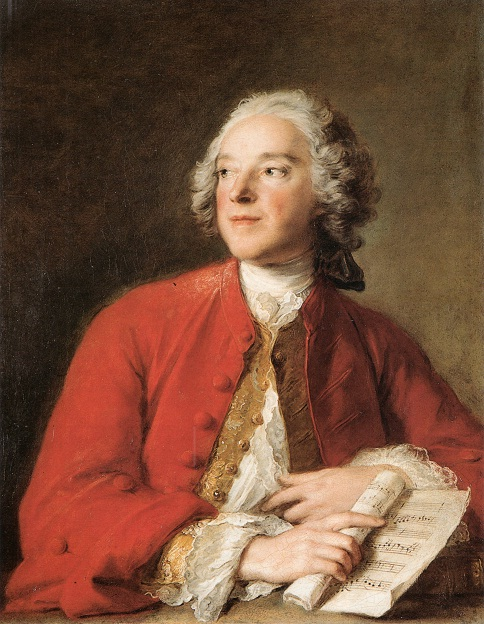
Pierre Augustin Caron de Beaumarchais, autor de l'obra de teatre Le mariage de Figaro ou la folle journée (1784) en la qual es basa l'òpera

També havia de superar un prejudici molt estès aleshores segons el qual només els italians podien escriure òpera bufa i triomfar en l'òpera còmica italiana, gènere que no practicava des de l'èxit aconseguit a Munic amb La finta giardiniera. A més, Il barbiere di Siviglia de Paisiello triomfava a Viena amb seixanta representacions, un rècord que cap altra òpera havia igualat. Era previsible que la continuació d'aquesta seria un èxit, però havia d'esforçar-se el doble per ser original. El 10 de febrer de 1784, en una carta al seu pare, Mozart expressa: «en totes les òperes que es representen fins que acabi la meva, no hi haurà una sola idea que s'assembli a una meva». Tot i això, era crític amb els llibretistes mediocres i necessitava un bon tema que estimulés la seva imaginació. Així doncs, va encarregar a Da Ponte que treballés sobre Beaumarchais.
En una carta al seu pare, Mozart opinava que «el més important és que en conjunt la història sigui realment còmica i, si és possible, que tingui dues protagonistes femenines de la mateixa alçada, una de seriosa, i l'altra mezzo carattere, però ambdues de la mateixa importància i excel·lència. El tercer personatge femení, però, pot ser enterament buffo, així com tots els masculins, si cal». Aquesta petició ha estat sovint considerada profètica: les seves tres òperes basades en textos de Da Ponte, les anomenades trilogia Da Ponte (Le nozze di Figaro, Don Giovanni i Così fan tutte), s'ajusten a aquesta exigència de manera gairebé impecable.

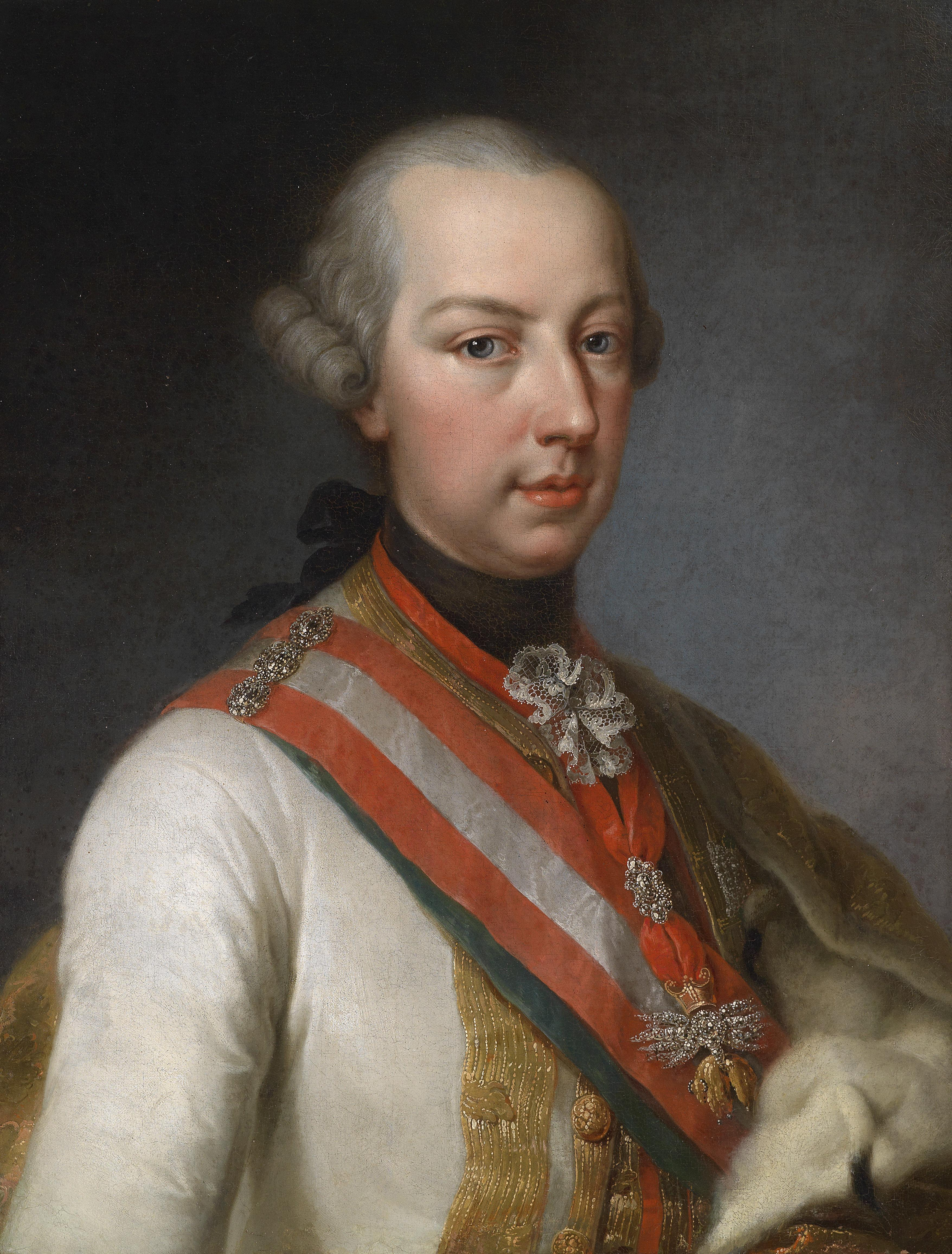
Josep II, emperador romanogermànic

Mozart va conèixer el Barbier de Paisiello el 1783 al Burgtheater, un any després de la seva estrena. L'èxit contundent de l'obra va fer que dirigís l'atenció cap al teatre de Beaumarchais. La seva comèdiaLe mariage de Figaro, que estava de moda per tot Europa, va ser titllada d'escandalosa i les cases regnants la prohibiren, escandalitzades per les idees revolucionàries que transmetia l'obra. Beaumarchais va tenir una vida extraordinàriament variada, exercint com a rellotger, professor d'arpa, financer, contrabandista d'armes, agent secret, diplomàtic, escriptor satíric, editor i llibretista, i sempre estava immers en problemes a causa de les seves conviccions polítiques. Le mariage de Figaro va ser la segona de les seves tres obres teatrals centrades en el comte d'Almaviva i el seu criat, el barber Figaro. La primera, Le barbier de Séville, ou la précaution inutile (1775), tracta de l'intent il·lícit del noble espanyol de seduir Rosina, pupil·la del doctor Bartolo. Tant Paisiello com, més tard, Rossini van compondre òperes còmiques basades en aquesta obra. La següent, Le mariage de Figaro ou la folle journée (1784), situa la trama tres anys després, quan el comte es fixa en la promesa de Figaro, Susanna, qui és al servei de la comtessa. L'última obra de la trilogia de Figaro, L'autre Tartuffe, ou La mère coupable (1792), tracta dels afers de la comtessa amb un patge, Cherubino, del qual tindrà un fill il·legítim.
El projecte d'utilitzar-la es remunta a la visita de son pare, Leopold. En una carta a Nannerl, aquest li avançava alguns dubtes sobre el projecte. Per les memòries de Da Ponte, poc fiables, sabem que la idea va ser de Mozart, i és de suposar que ho fes en part perquè estava d'acord amb el missatge de l'obra. En tot cas, va deixar que fos el mateix Da Ponte, el poeta oficial de la cort vienesa nomenat per Salieri, qui justifiqués davant l'emperador Josep II d'Habsburg l'elecció d'un tema tan arriscat i prohibit.

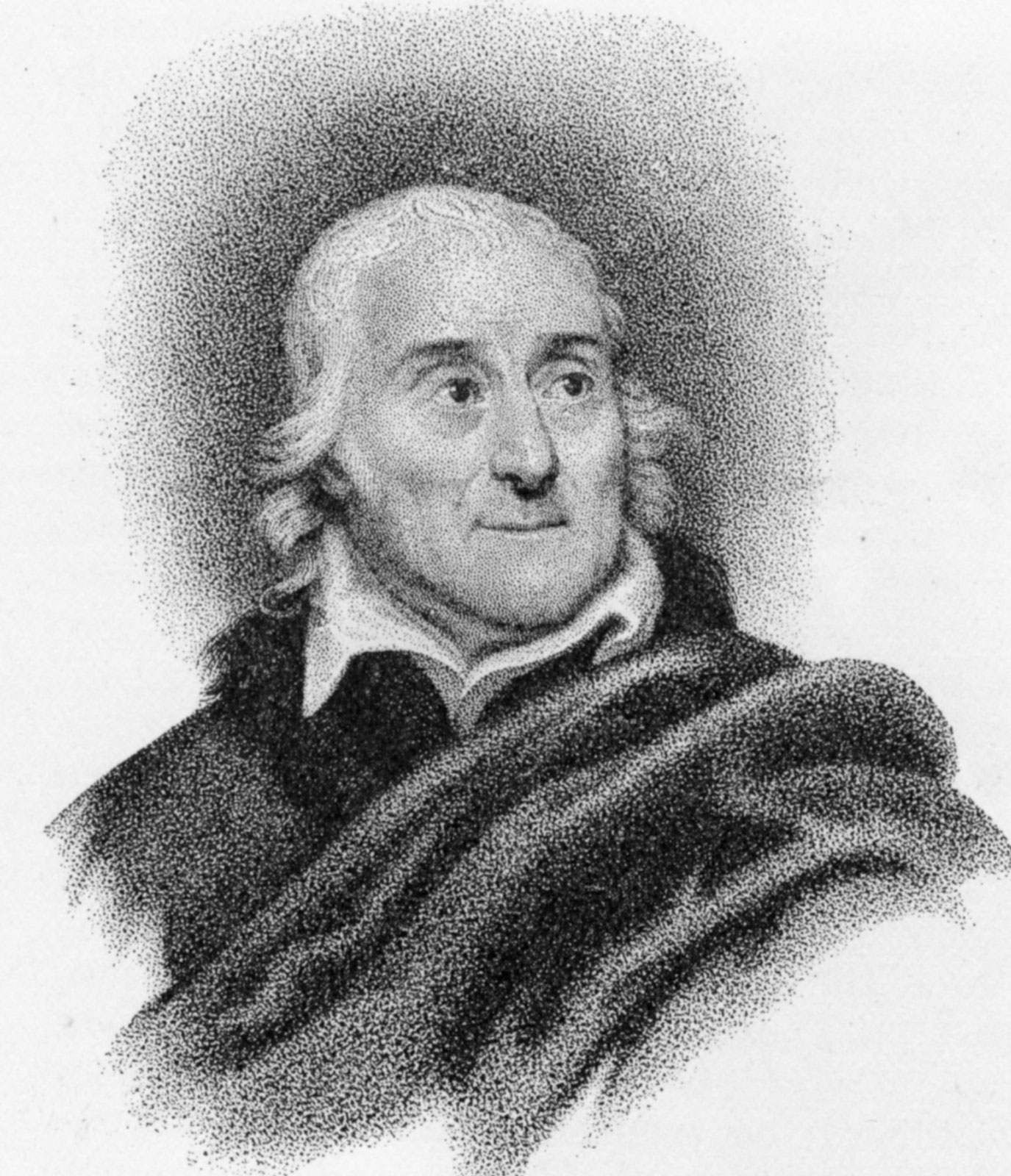
Lorenzo Da Ponte, poeta de la cort de Viena i autor del llibret

Da Ponte va eliminar acuradament els elements més contestataris del text de Beaumarchais (com el judici que qüestionava el sistema judicial de l'Antic Règim i el discurs de Figaro sobre la llibertat de premsa.) D'aquesta manera, l'emperador, sempre atent a donar una imatge de si mateix liberal i tolerant, va concedir llicència per a representar-la com a òpera, malgrat estar prohibida com a obra de teatre. Un cop varen aconseguir l'acceptació, els dos es varen posar a treballar i, segons relata el llibretista, varen acabar en sis setmanes. Posteriors estudis mostren que el període és plausible i que segurament varen acabar entre l'octubre i novembre de 1785.
El missatge hi apareix, però segons el costum d'aquell temps, ho fa amb somriures i reverències. Imperaven les maneres refinades, el bon gust i la cortesia, i per aquest motiu, des del primer moment que Figaro descobreix les intencions del comte d'Almaviva d'impedir el seu casament amb Susanna, en comptes d'insultar o amenaçar al comte es limita a cantar Se vuol ballare, signor contino ('Si vol ballar, senyor comte') i a oferir-se d'acompanyar-lo amb una guitarreta.
El treball d'elaboració de Les noces de Fígaro va durar sis mesos i assistim a una plenitud real deguda a l'alegria de poder escriure, per fi, una òpera a partir d'un bon llibret i per la satisfacció de tenir l'ocasió de consagrar-se amb plena llibertat a la seva facilitat i agilitat còmica. Mozart va preparar una mena d'esquema on havia anotat totes les parts vocals i els instruments principals. Segons explica un alumne seu, Mozart es veia obligat a compondre dret, en una taula especialment dissenyada, per culpa del mal d'esquena provocat per les llargues hores de composició.
L'adaptació de l'obra de Beaumarchais és excel·lent. Da Ponte i Mozart van reduir a quatre els cinc actes de l'original i van transformar la història, evitant les al·lusions socials i polítiques que podien ser problemàtiques; en lloc d'això, van aprofundir en la caracterització dels personatges. Da Ponte va suprimir alguns personatges secundaris i va desenvolupar algunes parts per afavorir la inclusió d'àries. Per exemple l'efectiu final del primer acte (Non più andrai) és un breu passatge en l'obra original, o en el començament del segon acte hi va afegir el text Porgi amor de la Comtessa, el que va permetre al compositor presentar al personatge amb una ària.
Tant l'obra de teatre com l'òpera són un petit drama domèstic que té lloc en un remot palau espanyol. És probable que els assumptes domèstics fossin importants per a Mozart en aquell moment. Acabava de tenir problemes amb el seu casament amb la cantant Constanze Weber feia tres anys, perquè no havia comptat amb el consentiment del seu pare. El tema que realment subjau a Les noces de Fígaro és l'elogi del nou decret sobre el matrimoni de l'emperador Josep II, el Ehepatent, publicat el 1783. Aquest edicte contenia tres principis que van captivar Mozart: el matrimoni per amor, la dispensa de l'autorització dels pares i la presència de testimonis en el casament. Aquesta és la hilarant escena que es representa a l'òpera, on Figaro està mesurant l'habitació on a penes hi cabrà el llit, quan de sobte irromp un cor de vint persones, tots ells testimonis. Tant Mozart com Da Ponte eren conscients de la importància d'aquest edicte en la modernització de la societat, però també sabien que l'impuls eròtic de l'ésser humà és difícil de domesticar, i per tant, difícil de controlar.
Altres aspectes de l'obra que també atreien Mozart eren la seva riquesa en comicitat, els jocs de paraules enginyosos, l'humor visual captivador basat en una escenografia àgil i el gran potencial musical. la pròpia obra teatral requeria música en cinc ocasions distintes (una d'ells es va convertir en el Voi che sapete de Cherubino del segon acte, i un altre al final del tercer acte). Hi ha altres dues ocasions en què apareixen cançons populars.

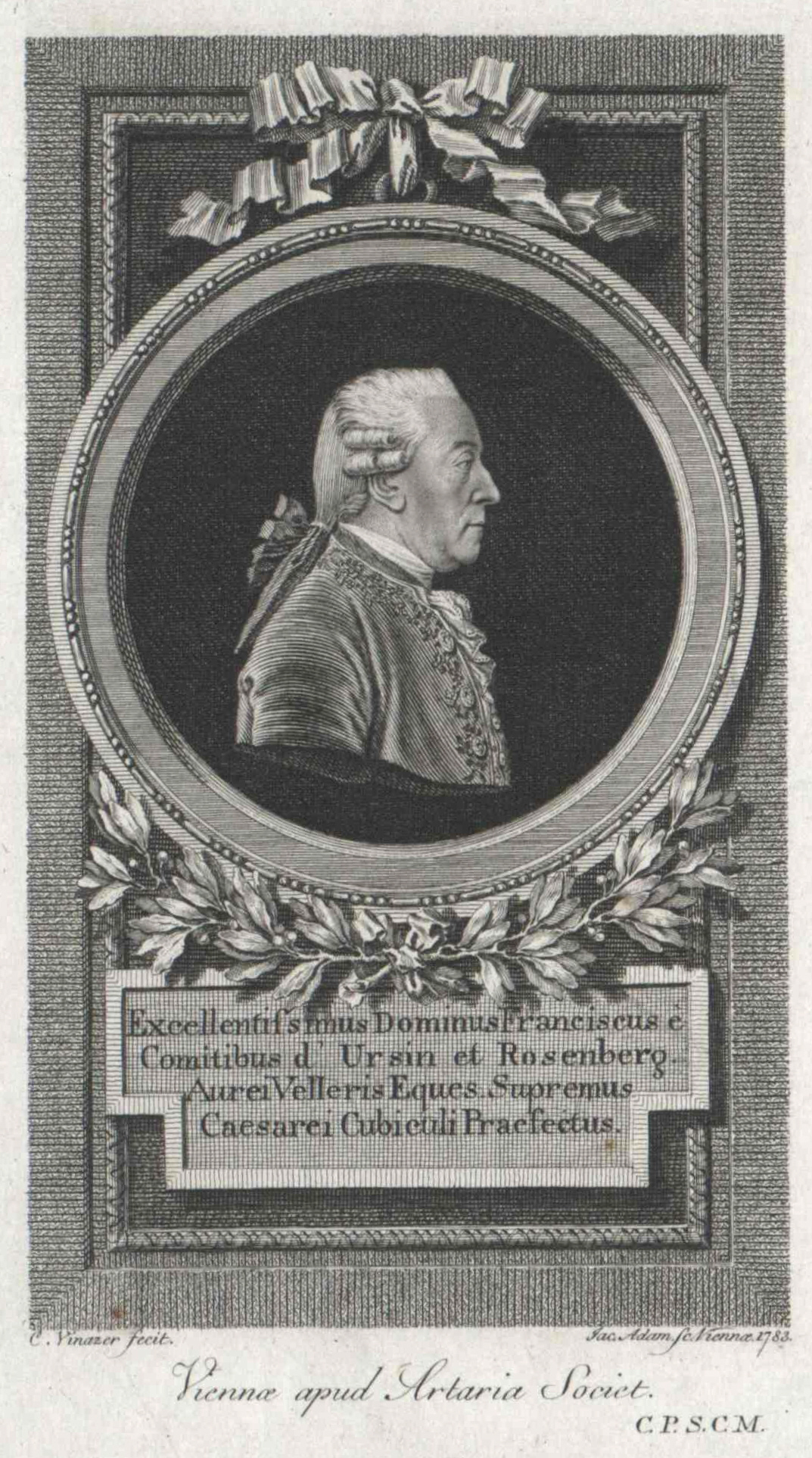
Franz Xaver Orsini-Rosenberg, director del teatre de la Cort Imperial de Viena

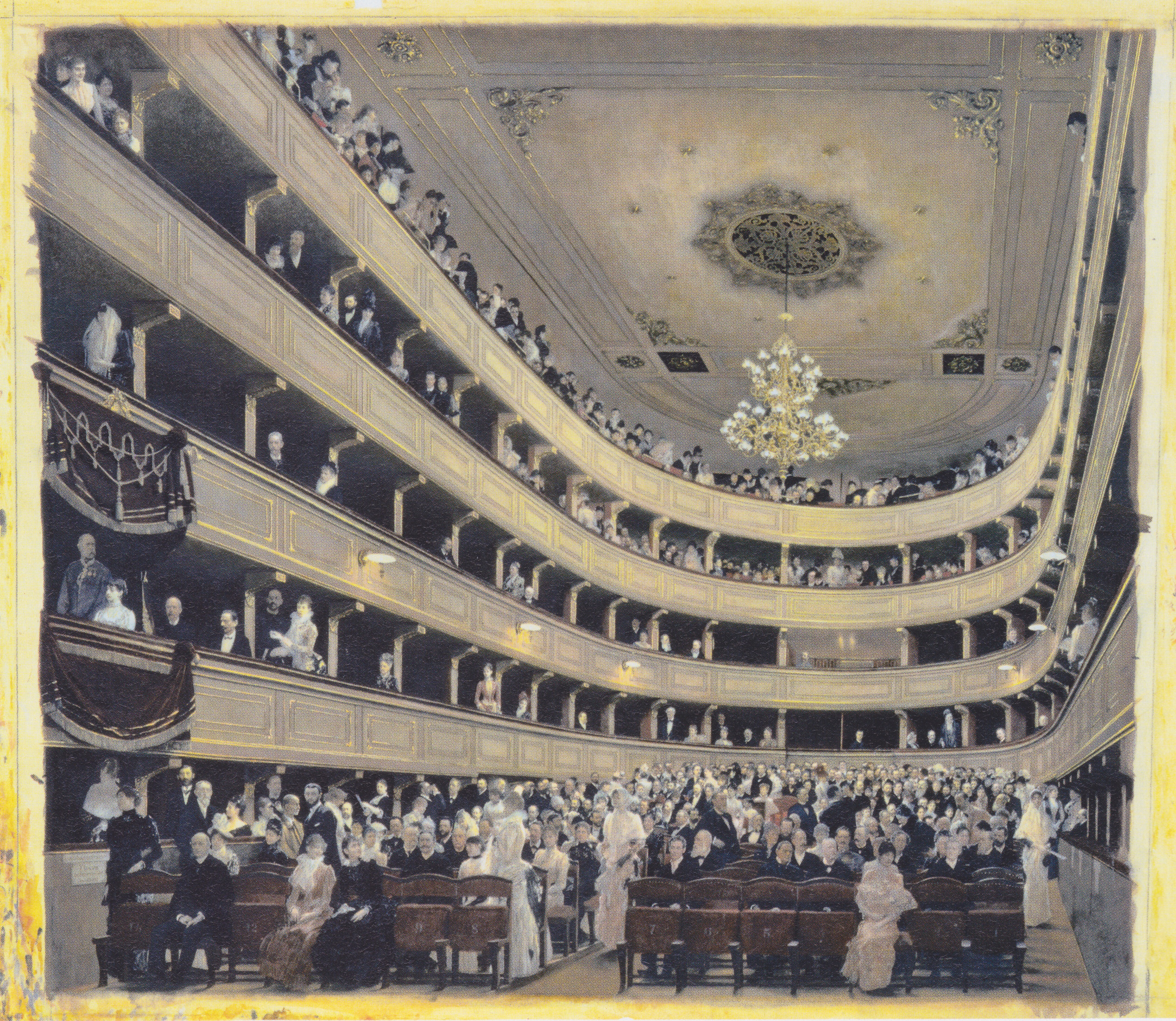
Interior del teatre on es va estrenar l'òpera, el Burgtheater de Viena, per Gustav Klimt (1888)

Abans de començar a compondre, Mozart ja coneixia les característiques de la nova companyia del Burgtheater, que incloïa al baix italià Francesco Benucci (el futur Figaro) i a la soprano anglesa Ann (Nancy) Storace (la futura Susanna). Els cantants dictaven i limitaven a la vegada el que Mozart podia i no podia fer. Per exemple, la jove Anna Gottlieb, feia vinc anys que actuava al Burgtheater en petits papers, i la Barbarina de Le nozze di Figaro (Gottlieb només tenia dotze anys) era clarament un més d'ells: només té una petita cavatina al principi del quart acte. Un altre exemple: si Susanna és quelcom més que una simple serventa (com la Zerlina de Don Giovanni o la Despina de Così fan tutte) es deu sens dubte al talent vocal i teatral de Storace.
Per posar traves a l'òpera, els opositors de Mozart, encapçalats per Salieri, van fer tot el que van poder i varen aconseguir que es retardés l'estrena gràcies a la intervenció del comte de d'Orsini-Rosenberg, director de l'òpera de la cort, quan es va saber que en l'òpera s'hi havia previst un ballet (el fandango del final del tercer acte), contravenint la prohibició imperial d'incloure ballets a les òperes. Van haver de recórrer a la benevolència de l'emperador, al qual van convidar als assajos i sotmetent l'escena a la seva consideració, amb els principals personatges muts, que gesticulaven de forma grotesca, imitant barroers passos de ball. L'emperador va voler veure l'escena completa de la dansa i al final va exclamar: «Ah! així està bé».

## Representacions

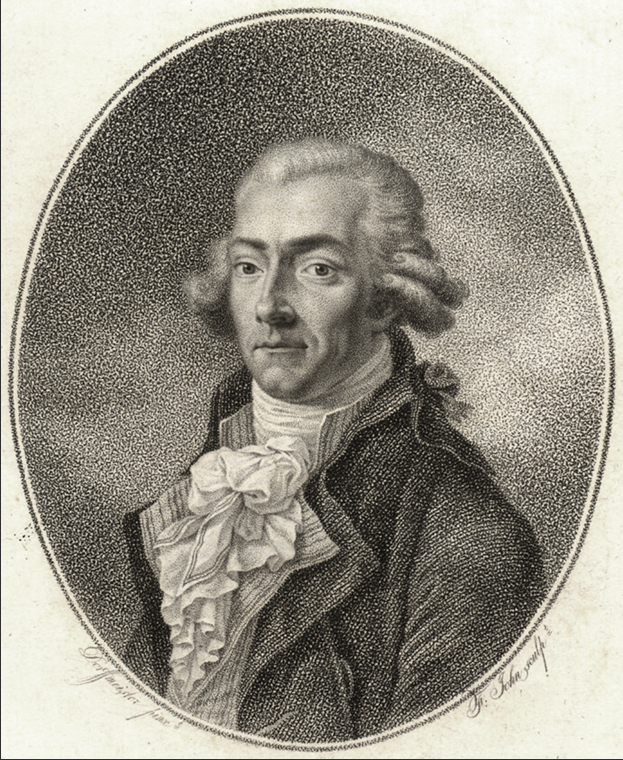
Francesco Benucci, baix que va crear el paper de Figaro

Es va estrenar l'1 de maig de 1786 al Burgtheater de Viena. El mateix Mozart va dirigir les dues primeres actuacions, assegut davant del clavicèmbal, com era costum aleshores. A partir de la tercera representació la direcció va correspondre a Joseph Weigl, alumne de Salieri.
L'òpera va obtenir un rotund èxit. Els aplaudiments del públic en la primera nit va provocar la repetició de cinc números, set el 8 de maig. Algunes fonts assenyalen que l'èxit hauria estat encara més gran si no hagués sigut per les conjures i potser per una no molt bona preparació dels cantants, que eren de primer ordre. El paper de Susanna el va interpretar una cantant anglesa per la que Mozart sentia una certa debilitat, Nancy Storace. Francesco Benucci, de veu potent i dominant, va ser el primer Figaro. La italiana Luisa Laschi va interpretar a la sofrent comtessa; a Stefano Mandini se li va confiar el paper del comte; a un amic de Mozart, Michael Kelly, se li van oferir les dues parts còmiques, Basilio i Don Curzio; i el paper en travesti de Cherubino va ser per Dorotea Bussani. Excel·lents cantants i actors, alguns d'ells provinents d'Il barbiere di Siviglia de Paisiello.

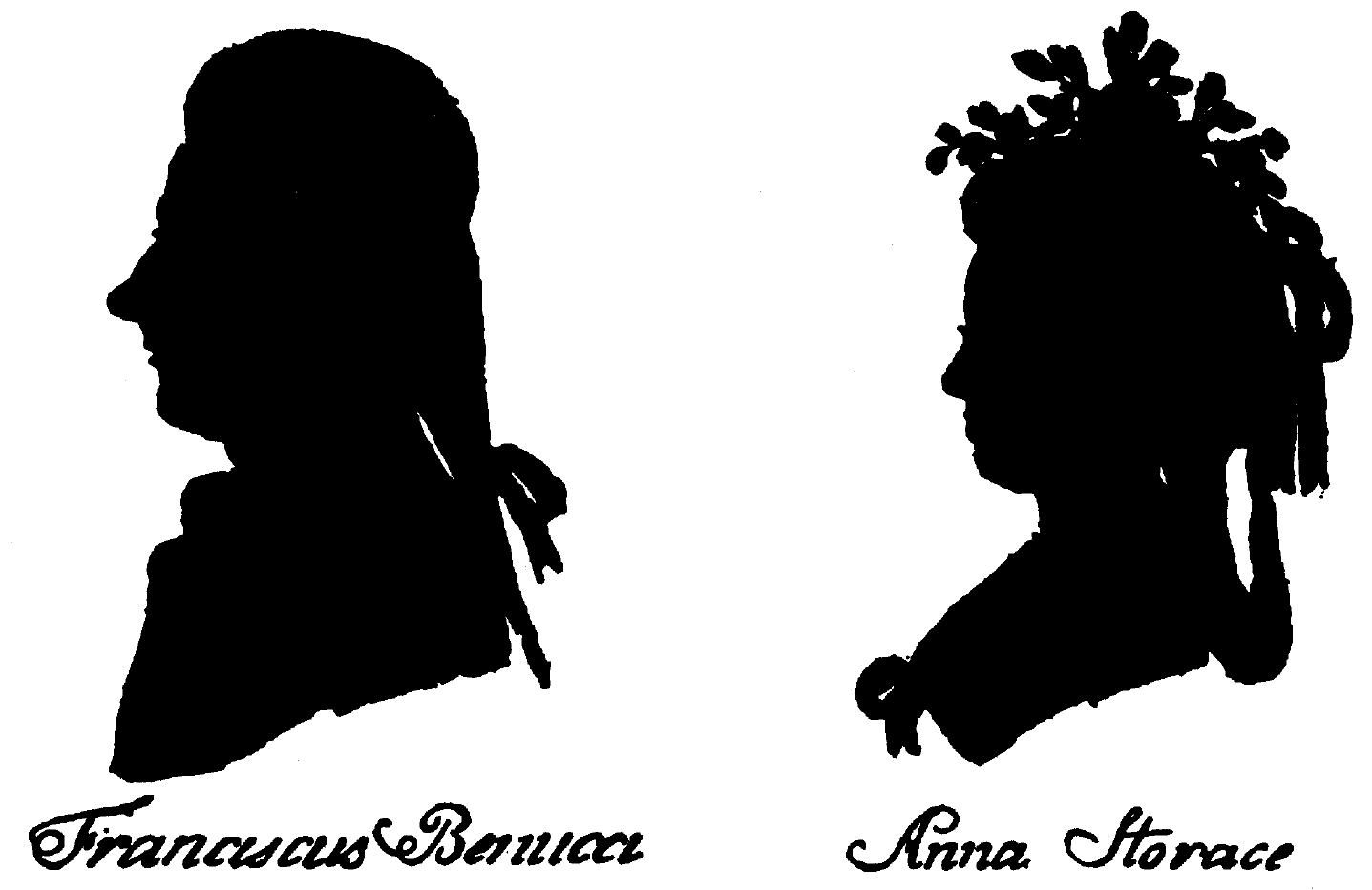
Silueta de Francesco Benucci i Anna Storace, principals protagonistes de l'estrena

Lorenzo da Ponte acabavava de tenir una desavinença amb Antonio Salieri quan escriure el llibret per al Figaro de Mozart, tot i que Salieri, com a compositor de la cort imperial, havia obtingut el càrrec de poeta de la cort per a Da Ponte. Segurament per aquest motiu, en el moment de la composició i en les primeres actuacions de l'òpera, hi va haver un clima d'antagonisme entre les faccions de músics i poetes italians que vivien a Viena, entre els quals es comptaven Salieri. Tot i els esforços, la camarilla italiana anti-Mozart no va aconseguir tenir el Figaro de Mozart prohibits a l'escenari, i l'èxit de l'obra va anar creixent a mesura que avançaven les funcions i tant és així que l'emperador Josep II que, a més del seu imperi, estava al càrrec del Burgtheater, després de la tercera actuació, va haver d'emetre un decret per limitar les peticions de bisos, de manera que les rèpliques no duressin tant.
No obstant això, després de vuit representacions, l'obra va ser substituïda en les preferències del públic vienès per Una cosa rara de Vicent Martín i Soler (1754-1806), que s'estrenava el novembre. Mozart va tenir el consol que un mes després la seva òpera es representés a Praga, on va recollir un èxit encara més gran que a Viena. Es va representar durant tot l'hivern i va evitar així que la companyia de Pasquale Bondini, que era la que la va posar en escena, es veiés condemnada a la fallida.

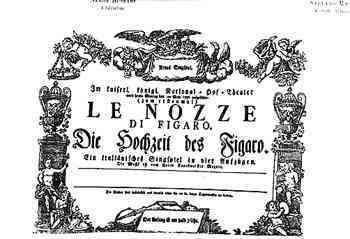
Programa de l'estrena l'1 de maig de 1786

L'entusiasme popular fou tan enorme que es va haver de realitzar la transcripció pianística de l'òpera. Aquest era en aquells dies el mitjà més segur de difusió massiva. Mozart ho va comprovar en persona, viatjant a Praga amb la seva esposa el gener de 1787, convidats per la comtessa Thun, membre de la noble família que sempre havia donat suport a Mozart a Viena. Mozart fou rebut triomfalment, i el dia 19 va fer un concert que va incloure l'estrena d'una simfonia, anomenada precisament Praga. Finalment, el 17 de febrer hi va haver la primera representació de Les noces de Fígaro a Praga, i el 22 la va dirigir personalment. Segons expliquen les cròniques, la posada en escena de la versió de Praga va ser molt millor que la vienesa, sobretot pel que fa a la qualitat de l'orquestra. A Praga, Mozart segurament va passar l'últim període feliç i relaxat de la seva vida. Allí li van encarregar una nova òpera per a la temporada següent, que seria Don Giovanni.
El 29 d'agost de 1789 es va reposar l'obra en els escenaris vienesos, amb la direcció de Weigl. Aquesta òpera es va difondre ràpidament en versió alemanya. Va ser editada a París cap a 1795.
Al llarg del segle xix, i ben entrat el XX, l'òpera bufa va anar quedant relegada a un paper secundari. La majoria de compositors romàntics no varen ocultar que consideraven aquella música com a intranscendent. El mateix Mozart va patir una alteració de la seva imatge, considerada una barreja de puerilitat i alegre ingenuïtat, que només era una mitja veritat.
Pel que fa a l'estrena al Gran Teatre del Liceu de Barcelona, l'òpera va ser programada per la seva estrena el 29 de gener de 1916, però el dia abans el jutjat de Barcelona va embargar i tancar el teatre com a conseqüència d'una disputa entre l'anterior empresari, Alfredo Volpini Villar, i el nou propietari, Joan Mestres i Calvet. Després d'arribar a un acord entre les parts, les funcions es van reprendre el 2 de febrer, data a la qual es va estrenar Les noces de Fígaro.

## Argument

### Acte I

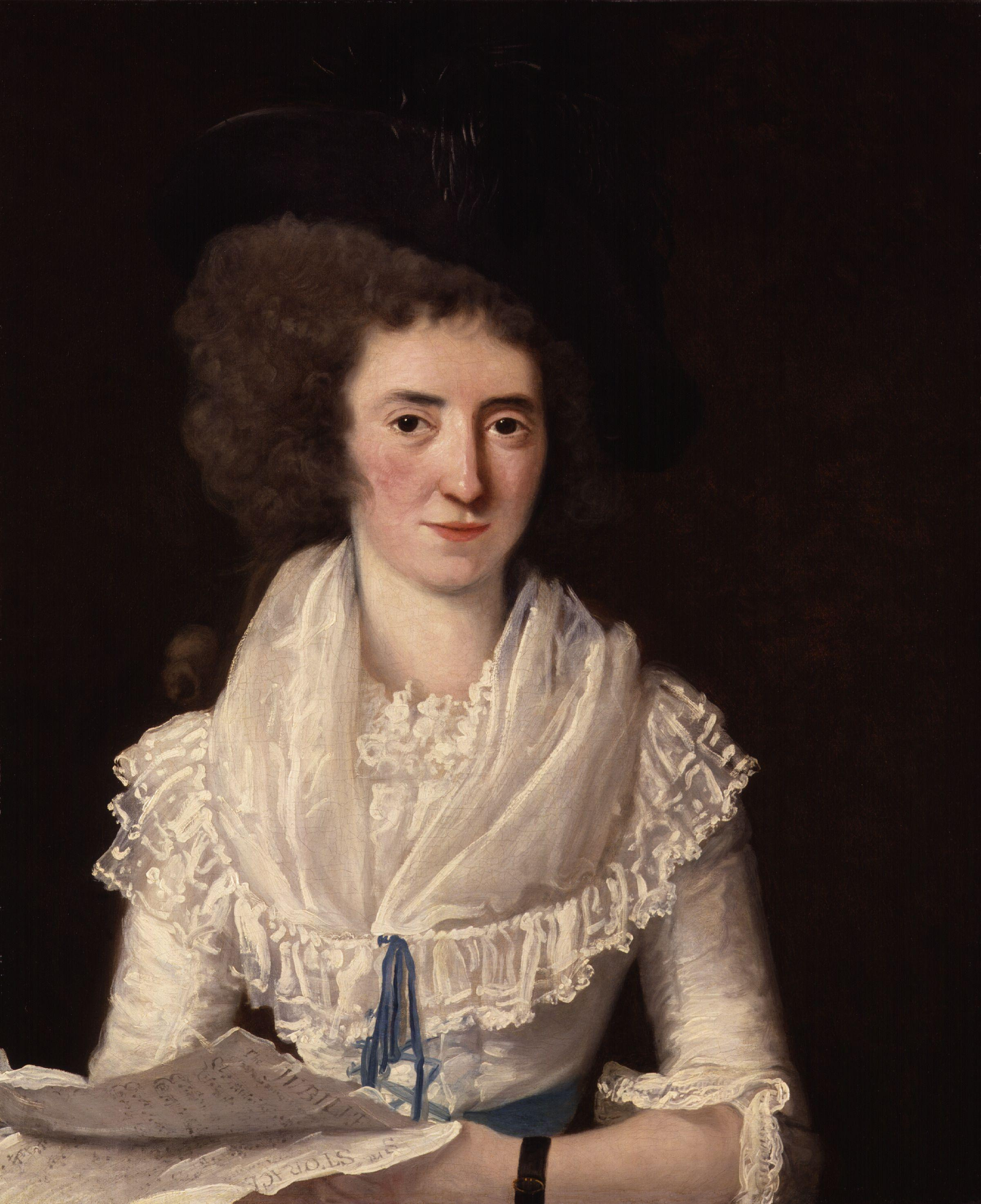
Anna Storace, per Benjamin Van der Gucht, primera Susanna

Fígaro i Susanna, la seva promesa, criats del comte d'Almaviva, prenen mides de l'habitació que ocuparan després de casar-se. Susanna no vol que es posi el llit en aquesta habitació, ja que és a prop de la del comte, que s'oposa al seu matrimoni, la festeja, i li exigeix el dret de cuixa, tot i haver-hi renunciat públicament, en cas que ella es casi. Fígaro pensa llavors que si el comte d'Almaviva vol ballar (Se vuol ballare), ho farà al so que ell toqui.
A continuació, entra el doctor Bartolo amb Marcellina, la seva majordoma, a exigir un antic acord, pel qual Figaro ha de casar-se amb Marcellina, o bé, pagar-li una gran suma de diners. Susanna i Marcellina canten un duet, Via resti servita (Accepta les meves deferències), de fingida cortesia. Entra Cherubino, patge del comte, que s'ha d'amagar en entrar aquest en escena. El comte ofereix molts diners a Susanna a canvi d'una cita, però ella els rebutja. Entra don Basilio, mestre de música i organista de palau, de manera que el comte també s'ha d'amagar. Don Basilio explica a Susanna l'interès que té el comte en ella, i l'interès que té Cherubino, amagat en aquesta mateixa habitació, per la comtessa. El comte, enfurismat, amenaça d'acomiadar Cherubino, però quan el mateix Cherubino surt del seu amagatall, entén que ha estat testimoni de la seva escena amb Susanna, i canvia d'actitud.
Apareix Fígaro al costat d'una colla de camperols, que agraeixen al comte l'abolició del dret feudal i li demana que el casi amb Susanna. Promet de fer-ho, i per desempallegar-se de Cherubino, el nomena oficial del seu regiment i li ordena de partir cap a Sevilla.

### Acte II
La comtessa lamenta les infidelitats del seu espòs, Porgi, amor, qualche ristoro (Dona'm, amor, algun remei). Arriben Susanna, la seva donzella, i Fígaro, que li diu que ha enviat una carta anònima al comte en què li fa creure que ha concertat una trobada amb un altre home. Surt Fígaro, i entra en aquest moment Cherubino, que canta a la comtessa el seu amor, Voi che sapete che cosa e amor (Vós que sabeu què és l'amor). La comtessa i Susanna el disfressen de dona i citen el comte a una entrevista amb Susanna, a la qual -en realitat- assistirà Cherubino.
En aquest moment, apareix el comte, i Cherubino s'ha de tancar en una habitació. La comtessa diu al comte que és Susanna qui s'ha tancat allí i que per res del món en sortirà, ja que abans l'ha fet sentir molt malament; aleshores ell -sense cap mirament- intenta de tirar la porta a terra. Mentrestant, Susanna, també amagada, ajuda a sortir de l'habitació Cherubino i es posa en el seu lloc. Finalment, la comtessa confessa al comte que és Cherubino qui hi ha allí, però en obrir la porta, apareix Susanna, i tant la comtessa com el comte es queden molt sorpresos. Llavors, la comtessa, així que recupera la calma, li diu que el que s'ha esdevingut ha estat un ardit per posar gelós el comte.
Entra el jardiner, Antonio, queixant-se que algú ha trencat els seus tests saltant d'una finestra. Entra Fígaro, i diu que ha estat ell, però Antonio mostra uns papers que va perdre qui va saltar per la finestra, que resulten ser les credencials de Cherubino. Fígaro l'excusa dient que Cherubino els hi havia donats perquè hi faltava un segell, però el comte no queda convençut amb l'explicació. En aquest mateix moment, apareixen altra vegada Bartolo i Marcellina, que reclamen al comte el compliment de la seva demanda, les noces d'aquesta amb Fígaro.

### Acte III

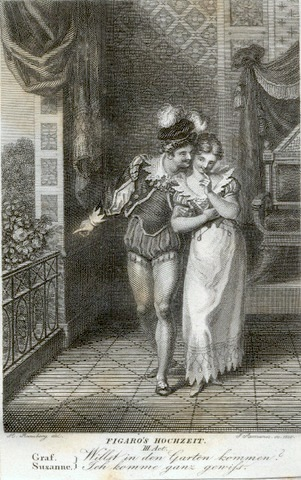
El Comte i Susanna, acte III. Gravat de Heinrich Ramberg

El jutge don Curzio exigeix a Fígaro que pagui una gran suma de diners a Marcellina per indemnitzar-la de l'incompliment del contracte de matrimoni, però com aquest no en té, l'obliga doncs a casar-s'hi. Fígaro s'excusa dient que ell és de família noble i que, per aquest motiu, no pot casar-se sense una autorització dels seus pares, que no coneix perquè uns bandolers el van robar quan era un infant. Com a prova d'aquesta noblesa, mostra un senyal en el braç dret. Llavors, Marcellina diu que Fígaro és son fill, que va desaparèixer acabat de néixer, i que Bartolo n'és el pare, de manera que ja no pot casar-se amb ella.
Quan arriba Susanna i veu abraçats Marcellina i Fígaro, li colpeja la cara, però Marcellina li explica la nova situació.
La comtessa dicta a Susanna una carta per al comte, amb la intenció de confondre'l. Mentrestant, entren una colla de camperoles per oferir flors a la comtessa. Entre aquestes hi ha Cherubino, vestit de dona, però Antonio, el jardiner, i el comte el reconeixen.
Se celebren les noces entre Fígaro i Susanna i entre Bartolo i Marcellina, i, durant el ball, Susanna passa al comte la nota que va escriure dictada per la comtessa, en què estableix una cita per a la mateixa nit. L'agulla amb què s'ha clos la carta li ha de ser retornada, en senyal de conformitat. El pla és que aquesta nit no es trobi amb Susanna o amb Cherubino, sinó que ho faci amb la mateixa comtessa, per a la qual cosa intercanvia la roba amb Susanna.

### Acte IV
Fígaro sorprèn Barbarina cercant l'agulla que segellava la carta, ja que el comte la lliurà a la jove perquè la donés a Susanna, però l'havia perduda. Fígaro interpreta aleshores que Susanna s'ha citat amb el comte, perquè no està al corrent del pla. Empipat, convida Bartolo i Basilio a ser testimonis d'aquesta cita i els adverteix que les dones els fan el salt (Aprite un po quelli occhi, Obriu una mica els ulls).
Arriben la comtessa i Susanna, amb els vestits intercanviats, i es produïx una trobada complicada.
Cherubino, que havia quedat amb Barbarina, veu la comtessa, que anava disfressada de Susanna, i intenta besar-la, però en aquell moment arriba el comte i és ell qui rep el petó. Aquest li respon amb una bufetada, però la rep Fígaro, que s'havia acostat per veure què passava. Per venjar-se del comte, Fígaro comença a festejar Susanna, pensant-se que era la comtessa, però quan aquest la reconeix, li declara el seu amor i Susanna s'enutja perquè creu que el seu espòs no l'havia encara reconeguda. Quan s'adona que Fígaro ja sap que és ella, la parella s'abraça i això enfureix el comte, perquè encara es pensa que Susanna és la comtessa. Quan s'aclareix la situació, el comte demana perdó a la seva muller per les sospites i la mala conducta que ha tingut. Però la comtessa el perdona i s'acaba l'obra amb una alegre festa.

## Anàlisi musical
Encara que es tracta d'una òpera bufa, conté també elements dramàtics que, al llarg de l'obra, s'amalgamen amb les parts còmiques, tot i que encara maldestrament, de la mateixa manera que després ho farà a Don Giovanni. Però bàsicament és una òpera bufa, perquè en conjunt i en la majoria de les parts en segueix els cànons, per això se la considera una obra mestra del gènere. Explota les innovacions de l'escola napolitana (personatges més humans, hereus de la commedia dell'arte, amb presència de duets, trios, quartets, quintets, etc. i els amplis concertants al final dels actes) amb fantasia i originalitat. Tot el segon acte representa un resum d'aquests concertants transparents, lúcids i variats que després de Rossini i Donizetti ja no es tornarien a sentir. Mozart crea personatges tendres i sublims que conserven, però, la mirada burlesca, cínica i mordaç. Tenim personatges seriosos i còmics, i situacions que oscil·len entre tots dos mons. L'equilibri entre les dues cares és sempre present en l'òpera mozartiana. El joc ambivalent de tantes escenes entre la comicitat i la seriositat crea una espècie d'anàlisi reflexiu quan les dues situacions arriben al límit.
Tot i que la trama s'esdevé a Sevilla, Mozart va convertir la història en una òpera bufa italiana, sense cap relació musical amb la música andalusa. És òpera italiana per la perfecta utilització que Mozart fa de l'idioma i per l'accent musical, les quals coses la fan ser inequívocament italiana. Les noces de Fígaro és un exemple de perfecció i unitat en tots el conjunt dramàtico-musical.
L'estrena vienesa va ser ben acollida pel públic, hi va haver aplaudiments i bisos durant les tres primeres representacions. Malgrat el polèmic procés de gestació de l'obra, la dramatúrgia de l'òpera es desenvolupa sense estridències, d'acord amb les convencions teatrals del moment. Els conflictes amorosos i els defectes morals dels protagonistes són tractats amb molta elegància. Seguint els principis del teatre del segle xviii, que aspirava a ser una "escola de costums", les aventures d'aquesta "boja jornada" tenen com a finalitat última instruir i alliçonar l'espectador, cosa que converteix l'òpera de Mozart en una obra mestra carregada de força moral i revulsiu missatge social.
Des del punt de vista musical, l'obertura és una de les peces orquestrals més prodigioses de Mozart que anticipa els tresors musicals d'aquesta obra mestra. El compositor escriu una partitura elegantíssima en què, amb una economia de mitjans sorprenent, descriu la immensa varietat dels sentiments humans: seducció, esperances, gelosia i frustracions. La capacitat d'instrumentar i la inventiva melòdica s'hi posen de manifest a través dels instruments de l'orquestra, que reflecteixen els sentiments i les emocions dels personatges.
Les noces de Fígaro és un dels grans monuments de l'art occidental, una peça mestra de caracterització, de viu enginy i profunditat emocional. En aquesta òpera, Mozart ens presenta, amb tota la brillantor pròpia del Rococó tardà, una comèdia d'intriga, enganys galants i subtilesa, amb complexes escenes i múltiples personatges. Tècnicament era una òpera bufa italiana, però Mozart li va donar una profunditat i una riquesa musical molt superiors a les òperes italianes del seu temps.
És la primera obra mestra mozartiana en l'àmbit de l'òpera bufa en llengua italiana, tres anys després d'El rapte en el serrall (A. Poggi). La trama, malgrat ser complicada, flueix amb facilitat i espontaneïtat. Destaca per la creació dels personatges, caracteritzats amb gran riquesa de matisos. «Als habituals personatges de cartó pedra, el poder de la seva música aconsegueix de donar-los emocions reals, que commouen el cor malgrat el ridícul de les accions que emprenen» (McLeish). «A la multiplicitat de caràcters i d'infinits estats d'ànim (sensualitat, erotisme, abandó, malenconia, nostàlgia, penediment) correspon la lleugera i calidoscòpica escriptura musical i també l'extraordinària síntesi d'elements múltiples i variats» (A. Poggi).

## Estructura
- Obertura

Acte I
- N. 1 Duet Cinque... dieci... venti... (Susanna, Figaro)
- N. 2 Duet Se a caso madama la notte ti chiama (Susanna, Figaro)
- N. 3 Ària Se vuol ballare, signor Contino (Figaro)
- N. 4 Ària La vendetta, oh la vendetta! (Bartolo)
- N. 5 Duet Via resti servita, madama brillante (Susanna, Marcellina)
- N. 6 Ària Non so più cosa son, cosa faccio (Cherubino)
- N. 7 Trio Cosa sento! tosto andate (Susanna, Basilio, Il Conte)
- N. 8 Cor Giovani liete, fiori spargete
- N. 9 Represa del cor Giovani liete, fiori spargete
- N. 10 Ària Non più andrai, farfallone amoroso (Figaro)

Acte II
- N. 11 Cavatina Porgi amor qualche ristoro (La Contessa)
- N. 12 Arietta Voi che sapete che cosa è amor (Cherubino)
- N. 13 Ària Venite inginocchiatevi (Susanna)
- N. 14 Trio Susanna or via sortite (La Contessa, Susanna, Il Conte)
- N. 15 Duet Aprite presto aprite (Susanna, Cherubino)
- N. 16 Final Esci omai garzon malnato (Susanna, La Contessa, Marcellina, Basilio, Il Conte, Antonio, Bartolo, Figaro)

Acte III
- N. 17 Duet Crudel! perché finora (Susanna, Il Conte)
- N. 18 Recitatiu i ària Hai già vinta la causa - Vedrò mentr'io sospiro (Il Conte)
- N. 19 Sextet Riconosci in questo amplesso (Susanna, Marcellina, Don Curzio, Il Conte, Bartolo, Figaro)
- N. 20 Recitatiu i ària E Susanna non vien - Dove sono i bei momenti (La Contessa)
- N. 21 Duet Canzonetta sull'aria (Susanna, La Contessa)
- N. 22 Cor Ricevete, o padroncina (Fanciulle)
- N. 23 Final Ecco la marcia, andiamo (Susanna, La Contessa, Il Conte, Figaro; Cor)

Acte IV
- N. 24 Cavatina L'ho perduta... me meschina (Barbarina)
- N. 25 Ària Il capro e la capretta (Marcellina)
- N. 26 Ària In quegl'anni in cui val poco (Basilio)
- N. 27 Recitatiu i ària Tutto è disposto - Aprite un po' quegl'occhi (Figaro)
- N. 28 Recitatiu i ària Giunse alfin il momento - Deh vieni, non tardar (Susanna)
- N. 29 Final Pian pianin le andrò più presso (Susanna, La Contessa, Barbarina, Cherubino, Marcellina, Basilio, Il Conte, Antonio, Figaro)

### Estructura musical
Obertura
L'obertura és en re major i no empra cap dels temes de la mateixa òpera, segons les pràctiques del Mozart adult. Segueixen l'obertura, peces individuals (deu àries, dues cavatines i una arieta) i números de conjunt (cinc duetinos, un duo, dos trios, un sextet, tres cors i tres conjunts finals). L'òpera està plena de passatges assolits i de riques melodies, pel que és difícil destacar uns números per davant d'uns altres.
Àries
Destaquen dues intervencions solistes del personatge de Fígaro a l'Acte I: la cavatina plena de venjança i ironia número 3: Se vuol ballare, i la marxa amb la qual acomiada Cherubino perquè vagi a la recerca de la glòria militar, el número 9: Non più andrai; la música d'aquesta ària final és citada en el segon acte de la següent òpera de Mozart, Don Giovanni.
El personatge de Cherubino canta dues àries en les quals expressa de forma delicada les seves inseguretats respecte a l'amor: Non so più cosa son (Acte I, número 6), i Voi che sapete (Acte II, número 11).
Les àries més serioses i exquisides corresponen al personatge de la Comtessa Almaviva: Porgi amor (número 10, al principi de l'Acte II), i Dove sono i bei momenti (número 19, Acte III). Mozart va prendre música de l'Agnus Dei de la seva Krönungsmesse KV 317 (Missa de la Coronació), per a l'ària Dove sono, en do major en lloc de l'original fa major; el mateix motiu el va emprar en el seu primer concert per a fagot.
Susanna, que és una presència contínua al llarg de tota l'obra, té una intervenció individual destacada en la seva ària de l'acte IV: Deh viene, non tardar. El personatge del Comte d'Almaviva sobresurt en l'ària Vedró, mentr'io sospiro. Fins i tot el modest personatge de Barbarina té una petita peça inoblidable, amb aire de "música nocturna" que anticipa sonoritats romàntiques, L'ho perduta, me meschina (número 23 Acte IV).
Conjunts
En aquesta obra s'equilibren les intervencions solistes i els conjunts. Abunda l'òpera en duos, tercets i concertants que agiliten la trama, propiciant un estil gairebé "de conversa". La crítica musical ha destacat aquests conjunts i els dos grans finals.
Dels duos destaquen l'humorístic Via resti servita entre Marcelina i Susanna a l'acte I, i dos duos de Susanna a l'acte III: Crudel! Perché finora, amb el Comte, i l'encantador Che soave zeffiretto amb la Comtessa.
És particularment famós el primer dels grans finals, el de l'Acte II, a partir del número 15: Esci ormai. Al llarg de 937 compassos, es passa d'un duo a un trio, a un quartet,... fins a arribar a les set veus sense que l'acció decaigui en cap moment ni els personatges perdin la seva pròpia caracterització; és considerat «un arc simfònic tan meravellós que està unànimement considerat com la més gran obra mestra del gènere» (Bernhard Paumgartner, citat per A. Poggi). Té una estructura simfònica, formada per sis números independents i enllaçats entre si amb tota la naturalitat que exigeix l'argument.
El sextet (número 18: Riconosci in quest'amplesso), de l'acte III era un dels passatges favorits del mateix Mozart.
Del final de l'acte III (número 22: Ecco la marcia), destaca el fandango intercalat.
El segon gran final és el de l'acte IV, a partir del número 28: Pian, pianin le andrò; resulta agitat i vivaç, amb personatges que es tendeixen paranys els uns als altres. És més breu que el final de l'acte II, però més ric en melodies.
Àries opcionals
Per a la reposició de l'obra l'any 1789, Mozart va compondre dues àries per a la soprano Adriana Ferrarese, menys dotada vocalment que Nancy Storace:
- Ària-Rondó: "Al desío di chi t'adora", KV 577, en substitució de l'ària "Deh, vieni non tardar" (acte IV).
- Arieta: "Un moto di gioa" K 579, substitueix l'ària "Venite, inginocchiatevi" (acte II)

## Adaptacions i cultura popular
Franz Liszt va compondre la Fantasia sobre dos motius de "Les noces de Fígaro" de Mozart, també coneguda com la Fantasia Fígaro (1843).
És famosa l'escena de la pel·lícula Shawshank Redemption (Cadena perpètua) en què el duet Canzonetta sull'aria se sent pels altaveus de la presó, en una interpretació de les sopranos Edith Mathis i Gundula Janowitz. Per aquesta aparició, la cançó va ser inclosa en la llista de 400 millors cançons en pel·lícules, encara que no va ser inclosa en la llista de les millors 100. En una paròdia sobre la pel·lícula, la Canzonetta també apareix en el vídeojoc Lego City Undercover.

## Enregistraments

### Discografia
| Any  | Elenc (Figaro, Susanna, Comte, Comtessa, Cherubino, Bartolo, Marcellina, Basilio)                                                               | Director             | Segell              |
| ---- | --- | -------------------- | ------------------- |
| 1951 | Italo Tajo, Alda Noni, Sesto Bruscantini, Gabriella Gatti, Jolanda Gardino, Fernando Corena, Miti Truccato Pace, Angelo Mercuriali              | Fernando Previtali   | Cantus Classics     |
| 1955 | Sesto Bruscantini, Graziella Sciutti, Franco Calabrese, Sena Jurinac, Rïse Stevens, Ian Wallace, Monica Sinclair, Hugues Cuénod                 | Vittorio Gui         | Emi                 |
|      | Cesare Siepi, Hilde Gueden, Afred Poell, Lisa Della Casa, Suzanne Danco, Fernando Corena, Hilde Rossel-Madjan, Murray Dickie                    | Erich Kleiber        | Decca               |
| 1956 | Walter Berry, Rita Streich, Paul Schöffler, Sena Jurinac, Christa Ludwig, Oskar Czerwenka, Ira Malaniuk, Erich Majckut                          | Karl Böhm            | Philips             |
| 1958 | Giorgio Tozzi, Roberta Peters, George London, Lisa Della Casa, Rosalind Elias, Fernando Corena, Sandra Warfield, Gabor Carelli                  | Erich Leinsdorf      | Decca               |
| 1960 | Giuseppe Taddei, Anna Moffo, Eberhard Wächter, Elisabeth Schwarzkopf, Fiorenza Cossotto, Ivo Vinco, Dora Gatta, Renato Ercolani                 | Carlo Maria Giulini  | Emi                 |
| 1964 | Walter Berry, Anneliese Rothenberger, Hermann Prey, Hilde Gueden, Edith Mathis, Fritz Ollendorf, Annelies Burmeister, Peter Schreier            | Otmar Suitner        |                     |
| 1967 | Hermann Prey, Edith Mathis, Dietrich Fischer-Dieskau, Gundula Janowitz, Tatiana Troyanos, Peter Lagger, Patricia Johnson, Erwin Wohlfahrt       | Karl Böhm            | Deutsche Grammophon |
| 1970 | Wladimiro Ganzarolli, Mirella Freni, Ingvar Wixell, Jessye Norman, Yvonne Minton, Clifford Grant, Maria Casula, Robert Tear                     | Colin Davis          | Philips             |
|      | Geraint Evans, Reri Grist, Gabriel Bacquier, Elisabeth Söderström, Teresa Berganza, Michael Langdon, Annelies Burmeister, Werner Hollweg        | Otto Klemperer       | Emi                 |
| 1978 | José van Dam, Ileana Cotrubas, Tom Krause, Anna Tomowa-Sintow, Frederica von Stade, Jules Bastin, Jane Berbié, Heinz Zednik                     | Herbert von Karajan  | Decca               |
| 1981 | Samuel Ramey, Lucia Popp, Thomas Allen, Kiri Te Kanawa, Frederica von Stade, Kurt Moll, Jane Berbié, Robert Tear                                | Georg Solti          | Decca               |
| 1985 | José van Dam, Barbara Hendricks, Ruggero Raimondi, Lucia Popp, Agnes Baltsa, Robert Lloyd, Felicity Palmer, Aldo Baldin                         | Neville Marriner     | Philips             |
| 1986 | Thomas Allen, Kathleen Battle, Jorma Hynninen, Margaret Price, Ann Murray, Kurt Rydl, Mariana Nicolesco, Alejandro Ramírez                      | Riccardo Muti        | Emi                 |
| 1990 | John Tomlinson, Joan Rodgers, Andreas Schmidt, Lella Cuberli, Cecilia Bartoli, Günter von Kannen, Phyllis Pancella, Graham Clark                | Daniel Barenboim     | Erato               |
|      | Ferruccio Furlanetto, Dawn Upshaw, Thomas Hampson, Kiri Te Kanawa, Anne Sofie von Otter, Paul Plishka, Tatiana Troyanos, Anthony Laciura        | James Levine         | Deutsche Grammophon |
| 1993 | Michele Pertusi, Marie McLaughlin, Lucio Gallo, Karita Mattila, Monica Bacelli, Angelo Nosotti, Nicoletta Curiel, Ugo Benelli                   | Zubin Mehta          | Sony                |
| 1994 | Lucio Gallo, Sylvia McNair, Bo Skovhus, Cheryl Studer, Cecilia Bartoli, Ildebrando D'Arcangelo, Anna Caterina Antonacci, Carlo Alemanno         | Claudio Abbado       | Deutsche Grammophon |
|      | Alastair Miles, Nuccia Focile, Alessandro Corbelli, Carol Vaness, Susanne Mentzer, Alfonso Antoniozzi, Suzanne Murphy, Ryland Davies            | Charles Mackerras    | Telarc              |
| 2004 | Lorenzo Regazzo, Patrizia Ciofi, Simon Keenlyside, Véronique Gens, Angelika Kirchschlager, Antonio Abete, Marie McLaughlin, Kobie van Rensburg  | René Jacobs          | Harmonia Mundi      |
| 2006 | Ildebrando D'Arcangelo, Anna Netrebko, Bo Skovhus, Dorothea Röschmann, Christine Schäfer, Franz-Josef Selig, Marie McLaughlin, Patrick Henckens | Nikolaus Harnoncourt | Deutsche Grammophon |

### DVD
| Anny | Elenc (Figaro, Susanna, Comte, Comtessa, Cherubino)                                       | Director             | Segell              |
| ---- | ----------------------------------------------------------------------------------------- | -------------------- | ------------------- |
| 1966 | Walter Berry, Reri Grist, Ingvar Wixell, Claire Watson, Edith Mathis                      | Karl Böhm            | TDK                 |
| 1975 | Hermann Prey, Mirella Freni, Dietrich Fischer-Dieskau, Kiri Te Kanawa, Maria Ewing        | Karl Böhm            | Deutsche Grammophon |
| 1980 | José van Dam, Lucia Popp, Gabriel Bacquier, Gundula Janowitz, Frederica von Stade         | Georg Solti          | Dreamlife           |
| 1993 | Bryn Terfel, Alison Hagley, Rodney Glifry, Hillevi Martinpelto, Pamela Helen Stephens     | John Eliot Gardiner  | Archiv              |
| 1996 | Gerald Finley, Alison Hagley, Andreas Schmidt, Renée Fleming, Marie-Ange Todorovitch      | Bernard Haitink      | Kultur              |
| 2006 | Ildebrando D'Arcangelo, Anna Netrebko, Bo Skovhus, Dorothea Röschmann, Christine Schäafer | Nikolaus Harnoncourt | Deutsche Grammophon |